# تصفية الاستثمارات في الوقود الأحفوري

اعتبارا من عام 2019، تم سحب استثمار 1،200 مؤسسة تملك 12 تريليون دولار من صناعة الوقود الأحفوري.

إن تصفية الاستثمارات في الوقود الأحفوري أو تصفية الاستثمارات في الوقود الأحفوري والاستثمار في الحلول المناخية يشكل محاولة للحد من تغير المناخ من خلال ممارسة الضغوط الاجتماعية والسياسية والاقتصادية من أجل التخلص المؤسسي من الأصول بما في ذلك الأسهم والسندات وغير ذلك من الأدوات المالية المرتبطة بالشركات المشاركة في استخراج الوقود الأحفوري. ظهرت في عام 2010 حملات للتخلص من الاستثمار بالوقود الأحفوري في حرم الجامعات في الولايات المتحدة حيث حث الطلاب إداراتهم على تحويل استثمارات الوقف في صناعة الوقود الأحفوري إلى استثمارات في الطاقة النظيفة والمجتمعات التي تأثرت بشكل كبير بتغير المناخ. وبحلول عام 2015، كان سحب الاستثمار بالوقود الأحفوري بمثابة الحركة الأسرع نموا لتصفية الاستثمارات في التاريخ. وبحلول ديسمبر 2019، تم سحب استثمار ما مجموعه 1,200 مؤسسة وأكثر من 58,000 شخص يمثلون 12 تريليون دولار من الأصول في جميع أنحاء العالم من الوقود الأحفوري.

## دوافع تصفية الاستثمارات

### التقليل من انبعاثات الكربون
تهدف تصفية الاستثمارات في الوقود الأحفوري إلى الحد من انبعاثات الكربون وذلك بالعمل على تسريع تبنّي الطاقة المتجددة من خلال وصم شركات الوقود الأحفوري. يشمل هذا توجيه الرأي العام للضغط على الشركات المنخرطة حاليًا في استخراج الوقود الأحفوري ودفعها إلى الاستثمار في الطاقة المتجددة.
وجدت اللجنة الدولية للتغيرات المناخية أن جميع انبعاثات ثنائي أكسيد الكربون في المستقبل يجب أن تكون أقل من 1000 غيغاطن لتوفير فرصة تصل نسبتها إلى 66% لتجنب تغير المناخ الخطير. يشمل هذا الرقم جميع مصادر انبعاث الكربون. لتجنب التغير المناخي الخطير، لا يمكن استخدام سوى 33% من الوقود الأحفوري المعروف الذي يمكن استخراجه من الاحتياطيات المعروفة؛ يمكن استنفاد كمية الكربون هذه أيضًا من خلال زيادة مصادر انبعاث الكربون الأخرى مثل إزالة الغابات وإنتاج الأسمنت. يُزعم أنه إذا زادت انبعاثات الكربون الأخرى زيادةً ملموسة، فيمكن حينها استخدام 10% فقط من احتياطيات الوقود الأحفوري للبقاء ضمن الحدود الآمنة المتوقعة.

علاوةً على ذلك، وفقًا لوكالة حماية البيئة الأمريكية، ارتفع متوسط درجة حرارة الأرض بمقدار 0.78 درجة مئوية (1.4 درجة فهرنهايت) خلال القرن الماضي، ومن المتوقع أن يرتفع من 1.1 إلى 6.4 درجة مئوية (2 إلى 11.5 درجة فهرنهايت) خلال مئة العام التالية إذا استمرت معدلات انبعاث الكربون. هذا الارتفاع في درجة الحرارة سيتجاوز إلى حد بعيد مستوى الاحترار الذي اعتبره العلماء آمنًا لدعم الحياة على الأرض.
أعتقد أن هذا جزءٌ من عملية نزع الشرعية عن هذا القطاع والقول إن هذه أرباح مشينة، فهذا ليس نموذجًا تجاريًا مشروعًا... هذه هي البداية لنوع النموذج الذي نحتاج إليه، والخطوة الأولى هي التصريح أن هذه الأرباح ليست مقبولة، وحالما نقول ذلك جميعًا ونؤمن به ونعبر عنه في جامعاتنا مؤسساتنا الدينية وعلى مستوى مجلس المدينة، عندها نكون على بُعد خطوةٍ واحدة من المكان الذي يجب أن نكون فيه، ألا وهو تغريم الملوث.
- ناعومي كلاين (مؤلفة كتاب هذا يغير كل شيء: الرأسمالية مقابل المناخ)، الغارديان، 2014.

### العمل باتفاق باريس للمناخ

#### مبدأ تورنتو
«هذا الاتفاق [...] يهدف إلى تعزيز الاستجابة العالمية للتهديد المتمثل بتغير المناخ، [...] بما في ذلك عن طريق [...] تقليص الزيادة في متوسط درجة الحرارة العالمية إلى أقل من درجتين مئويتين بكثير و[...] جعل تدفقات التمويل متسقة مع المسار الهادف إلى تخفيض انبعاثات غازات الدفيئة وتنمية المرونة المناخية».
- اتفاق باريس، المادة 2 (2015).
مبدأ تورونتو هو إستراتيجية تصفية الاستثمارات في الوقود الأحفوري، التي تضع الأهداف المنصوص عليها في اتفاق باريس في عام 2015 حيز التنفيذ. صاغه بنجامين إيه. فرانتا لأول مرة في مقالٍ نُشر في جريدة هارفارد كريمسون، ليكون مرجعًا في جامعة تورنتو لعملية تصفية الاستثمار في الوقود الأحفوري.
بعد أن قدمت منظمة 350.أورغ عريضةً لتصفية الاستثمارات في 6 مارس عام 2014، أنشأ رئيس جامعة تورنتو ميريك غيرتلر لجنةً استشارية لسحب الاستثمارات عن الوقود الأحفوري. في ديسمبر عام 2015، أصدرت اللجنة تقريرًا يتضمن عدة توصيات. أولًا وقبل كل شيء، جادلوا بأن «تصفية الاستثمار محدد الأهداف والمبدئي من الشركات التي تعمل في صناعة الوقود الأحفوري التي تستوفي معايير معينة... يجب أن تكون جزءًا مهمًا من استجابة جامعة تورنتو لتحديات تغير المناخ». ومع ذلك، ذهب التقرير إلى أبعد من ذلك، وتحالف مع اتفاق باريس. أوصى بأن تسحب  الجامعة استثماراتها من الشركات التي «تضرب عرض الحائط بالجهود الدولية للحد من ارتفاع متوسط درجات الحرارة العالمية إلى ما لا يزيد عن درجة ونصف مئوية فوق متوسطات ما قبل الثورة الصناعية بحلول عام 2050... إن شركات الوقود الأحفوري هذه لا تتوافق أفعالها مع تحقيق الأهداف المُتفق عليها دوليًا».
عرّف فرانتا هذه الاستجابة بأنها مبدأ تورنتو الذي، كما يجادل، «يُوائم القول والفعل. ويشير إلى أنه من مسؤولية جميع المؤسسات إحياء اتفاق باريس. يمكن لهارفارد أن تتبنى مبدأ تورنتو هذا، وسيكون العالم أفضل مما هو عليه حينها». حدد فرانتا أيضًا كيف سيجري تطبيق مبدأ تورنتو، الذي يتضمن «تحويل الاستثمارات بعيدًا عن شركات الفحم ومحطات الطاقة التي تعمل بالفحم، والشركات التي تسعى إلى تطوير الوقود الأحفوري غير التقليدي أو النشط (مثل النفط من القطب الشمالي أو رمال القطران) وربما أيضًا الشركات التي تُخل بالسياسات العامة أو تخدع الرأي العام بشأن المناخ. في الوقت الحاضر، تتعارض هذه الأنشطة مع الاتفاق في باريس». بالتزام مبدأ تورنتو، يجادل فرانتا بأن المؤسسات الرائدة ستتمكن من استخدام مكانتها وسلطتها للاستجابة بجدية لتحدي تغير المناخ، والتصرف بناءً على الأهداف التي تضمنها اتفاق باريس.

#### إعلان لوفوتن
يدعو إعلان لوفوتن (2017) إلى الحد من استكشاف الهيدروكربون وتوسيع احتياطيات الوقود الأحفوري. وهو يدعو إلى تصفية الاستثمارات في الوقود الأحفوري والتخلص التدريجي من استخدامه مع التحول العادل لتبني اقتصادٍ منخفض الكربون. يدعو الإعلان إلى القيادة المبكرة لهذه الجهود من الاقتصادات التي استفادت أكثر من استخراج الوقود الأحفوري.